# Herb Akki
Herb Akki został oficjalnie opublikowany w 1958 roku.
Stanowi on lazurowy prostokąt, na którym widnieje czerwona tarcza. Pod tarczą widnieje nazwa miasta napisana w języku hebrajskim עכו (czasami występuje Iriyat Akko - Miasto Akko). Ponad tarczą zazwyczaj widnieją nazwy miasta w języku angielskim Acco, i arabskim Akka. Herb jest barwy czerwonej i jest podzielony na cztery równe części, z których dwie mają tło czerwone, a dwie niebieskie. Górne prawe pole ma tło w kolorze niebieskim. Widnieją na nim palmy i mury. Mury nawiązują do murów obronnych Starego Miasta Akki, natomiast palmy licznie rosną w samym mieście, jak i w całej jego okolicy. Górne lewe pole ma tło w kolorze czerwonym. Widnieje na nim stary statek, co nawiązuje do historycznej roli Akki jako ważnego portu morskiego w regionie. Dolne prawe pole ma tło w kolorze czerwonym. Widnieją na nim symbole dzisiejszego przemysłu i postępu nauki. Dolne lewe pole ma tło w kolorze niebieskim. Widnieją na nim mury obronne i morze. Nawiązują one na bogatej historii miasta i jego położenia geograficznego nad Morzem Śródziemnym.
Obecny wygląd herbu został oficjalnie przyjęty przez radę miasta Akka w dniu 30 października 1958 roku.